# Giganti (mitologia greca)

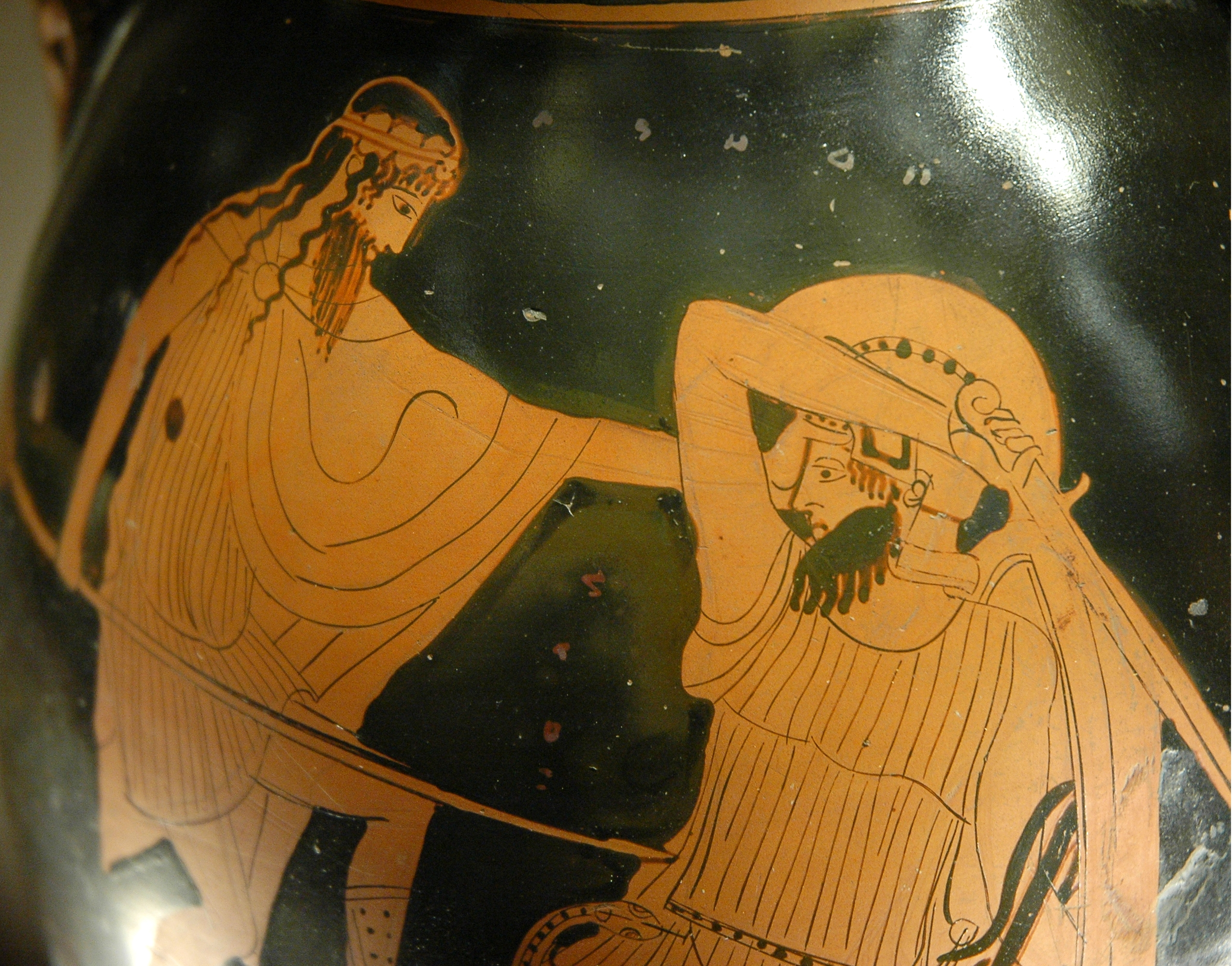
Gigantomachia: Dioniso mentre attacca un gigante, pelike attica a figure rosse, ca. 460 a.C., Louvre

I giganti (chiamati anche Ctoni) sono figure mitiche e leggendarie (dèi, demoni, mostri, uomini primitivi) della mitologia greca, accomunate dalla caratteristica altezza.

## Mitologia

### Gigantomachia
Secondo la Teogonia i giganti nacquero, come le Erinni, dal sangue di Urano caduto sulla terra dopo che Crono lo ebbe evirato, oppure, secondo le Fabulae, erano figli di Gaia e Tartaro. Ventiquattro di essi combatterono la gigantomachia.  La caratteristica di questi giganti era di avere un corpo per metà di uomo e per metà di bestia (solitamente serpente), e potevano essere sconfitti solamente da un semidio con l'aiuto di un Dio. Ognuno di essi era nato per distruggere una divinità specifica, e il più famoso era Porfirione nato per distruggere Zeus. Tuttavia, ce ne fu uno che non prese posizioni diretta a questa battaglia: Damaseno, Figlio di Gaia e Tartaro. Gaia lo aveva concepito per essere l'opposto di Ares, il dio della guerra, in quanto a ciò, egli rappresentava la pace ed essendo pacifico rifiutò di entrare in guerra. La sola cosa che fece, durante la Gigantomachia fu costruire una scala fatta con delle montagne, affinche i suoi fratelli, arrivassero all'olimpo per spodestare gli dei."
Secondo il mito, alcuni giganti (per esempio Encelado) erano sepolti da allora nelle profondità della terra; i terremoti erano interpretati come sussulti di queste creature sepolte. Altre creature gigantesche della mitologia greca, i ciclopi (Κύκλωπες), gli ecatonchiri (Ἑκατόγχειρες) i titani, sono però distinte dai gigantes.

### Altri giganti
Nella mitologia greca vi sono altri giganti, con un loro mito distinto da quello della gigantomachia:
- Giganti figli di Gea
  - Alpo: gigante siciliano, sconfitto da Dioniso.
  - Damiso: il più veloce dei giganti, collegato al mito di Achille
  - Gigeni: tribù di giganti a sei braccia figli di Gea (o di Rea identificata con la dea madre Cibele) affrontati dagli Argonauti.

- Giganti figli di Poseidone
  - Anteo: re di Libia, ucciso da Eracle.
  - Orione: il gigante cacciatore, amante di Eos.
  - I liguri Alebione e Dercino.
  - Crisaore figlio di Medusa
  - Gli Aloadi.
  - Idas: non fu un vero e proprio gigante, ma la sua altezza era superiore a quella dei suoi contemporanei e quella del suo gemello Linceo figlio di Afareo.

- Giganti figli di Ares
  - Diomede: re dei Bistoni.
  - Cicno il brigante.
  - Licaone re di Macedonia. Come Cicno e Diomede è stato ucciso da Eracle, ma non ci è pervenuto il mito.

- Giganti figli di Efesto
  - Caco il mostruoso razziatore di bestiame, era in grado di sputare fuoco.
  - Talo: gigante di bronzo, non era figlio di Efesto, ma fu creato da lui, così che Zeus potesse metterlo a guardia di Europa.

- Giganti figli di Zeus
  - Tizio figlio di Zeus ed Elara, prigioniero nel Tartaro.

- Si racconta infine di come Pallade, figlio del re di Atene Pandione, avesse generato una stirpe di uomini dal corpo enorme, giganti.